# Ballad in Blue (wideo)
Ballad in Blue – film wideo amerykańskiego muzyka Raya Charlesa, wydany w 1981 roku. Zawarty na nim materiał pochodzi z filmu Ballad in Blue, w którym zagrał Charles. Przedstawia on fragmenty obrazu, podczas których muzyk wykonał takie hity, jak "What’d I Say", "I Got a Woman" oraz "Hallelujah, I Love Her So".

## Lista utworów
1. "Let the Good Times Roll" (Moore, Theard)
2. "Careless Love" (Handy, Koenig, Williams)
3. "Hit the Road Jack" (Mayfield)
4. "That Lucky Old Sun (Just Rolls Around Heaven All Day)" (Gillespie, Smith)
5. "Unchain My Heart" (Powell, Sharp)
6. "Hallelujah, I Love Her So" (Charles)
7. "Don’t Tell Me Your Troubles" (Gibson)
8. "I Got a Woman" (Charles, Richard)
9. "Busted" (Howard)
10. "Talkin' 'Bout You" (Charles)
11. "Light Out of Darkness" (Charles, Ward)
12. "What’d I Say" (Charles)